# Cochlospermum planchonii
Wikipédia ne donne pas d'avis médical : seul un professionnel (médecin, pharmacien, etc.) est habilité à le faire.
 (janvier 2025).
- Si vous ne connaissez pas le sujet, laissez ce bandeau (vous pouvez alors contacter les auteurs).
- Si vous supprimez le contenu mis en cause (vous pouvez préalablement contacter les auteurs),

argumentez précisément cette suppression dans la page de discussion
(un manque de référence n'est pas un argument ; une recherche réelle de référence doit avoir été effectuée, être formellement documentée).
Espèce
Cochlospermum planchonii est une espèce de plantes dicotylédones vivaces d'Afrique, décrite par Joseph Dalton Hooker et Jules Émile Planchon. Elle porte le nom vernaculaire de « faux cotonnier », car les fruits sont des capsules ovoïdes ressemblent à celles du cotonnier contenant des graines noires recouvertes de longs poils blanchâtres. Elle se nomme encore n'dribala en dioula. Cette plante sauvage et cultivée fleurit pendant la saison des pluies contrairement à l'espèce voisine Cochlospermum tinctorium qui fleurit pendant la saison sèche.

## Description
C'est un arbuste à la racine souterraine ligneuse pouvant atteindre jusqu'à 2,50 mètres de haut. Les feuilles sont alternes, vert foncé et quasiment glabres. L'inflorescence terminale qui la caractérise présente de grandes fleurs jaune d’or. Selon la théorie des signatures, la fleur jaune, basale, a fait considérer cette plante comme un traitement contre la jaunisse[réf. nécessaire].

## Répartition et habitat
Cette plante, qui se retrouve du Sénégal au Tchad, pousse dans les savanes et les savanes boisées. On la trouve jusqu'à 1 700 mètres d'altitude[réf. nécessaire].

## Utilisations domestiques et médicinales
Cochlospermum planchonii est l'une des plantes préférées du bétail dans les pâturages au Burkina Faso. Dans l'est du Nigeria, les graines sont utilisées comme perles[réf. nécessaire].
La racine permet d'extraire de la teinture jaune afin de teindre les pagnes. Les fibres de la plante servent encore à la confection de cordes, notamment en Sierra Leone[réf. nécessaire].
L'écorce de la racine sert au Nigeria dans le traitement de certains ulcères. La décoction de rhizome est également bue comme traitement contre la gonorrhée[réf. nécessaire]. Au Mali, le rhizome entre dans des préparations diurétiques[réf. nécessaire].
Des extraits de la plantes sont utiles comme anti-venin et contrôlent les menstruations. Les feuilles sont utilisées comme traitement contre la dysenterie. C'est une plante hépatoprotectrice[réf. nécessaire].